# タバレ・バスケス
タバレ・ラモン・バスケス・ロサス（西：Tabaré Ramón Vázquez Rosas、1940年1月17日 - 2020年12月6日）は、ウルグアイの政治家（第39代、第41代大統領）。本業は医師。
左派連合拡大戦線の代表として2004年10月31日の選挙に臨み当選した。2005年3月1日に大統領に就任。ウルグアイ初の左派政権となった。1期5年務めた後、2014年の大統領選挙で再選、2015年3月1日より1期5年を務めた。

## 経歴
モンテビデオ近郊で育ち、1972年に医科大学を卒業している。1976年にはフランス政府の奨学金で、パリで研究を行っていた。1960年代よりウルグアイ社会党を支持し、1985年の民政移管後に頭角を現す。1988年には恩赦法に関する国民投票委員会の財政部門責任者となった。
1990年にはモンテビデオの市長となり、1995年まで勤めた。大統領選挙には1994年と1999年にも出馬している。この間、1996年には左派連合の代表となっている。2004年の選挙において絶対多数となる51.7%の得票（1,124,761票）を得て当選した。2014大統領選挙で再選され2015年3月1日に2期目がスタート。
大統領在任中は1期目の2006年に南米ではじめて屋内の公共の場での喫煙を違法とするなど禁煙政策を実施したものの、自身は2019年8月の定期健康診断で腫瘍が見つかり、肺がん治療を行った。2期目の大統領退任から9カ月後の2020年12月6日、自宅で死去。

## エピソード
2015年10月、パリに公式訪問するために飛行機で移動していた最中に、ピーナッツアレルギーを発症して危険な状態に陥っていた10代のフランス人女性を自身の主治医とともに治療し救った。また、これ以外にも2005年、2010年に機内で発生した急患に対応したことがある。

## 日本との関係
1981年に腫瘍医としての研修のために京都に3カ月滞在し、1985年に神戸で開催されたユニバーシアードに参加するなど、多くの訪日歴がある大変な親日家であり、大統領になってからは、2015年11月に訪日している。
2018年12月3日、安倍晋三が日本の総理大臣として初めてウルグアイ（とパラグアイ）を訪問し、バスケスと会談し、現地の日系ウルグアイ人と懇談を行った。これについてMBS、BSN、TBSは「両国（パラグアイとウルグアイ）とも日本からの移民の多い国で、このうち、ウルグアイのバスケス大統領との会談では、牛肉の相互輸出を解禁することなどを確認しました」と報じた。安倍晋三総理大臣は、今回のウルグアイ訪問は、二国間関係、特に経済関係を深化させる好機であり、日本とウルグアイは地理的に離れているが、両国はお互いにとって「重要なパートナーである」と語っており、2018年12月2日付『エル・パイス』の書面インタビューで安倍晋三総理大臣は、「今回の訪問を機に、日本とウルグアイの100年にわたる歴史的友好関係に新たなページを開きたいと思います。（中略）日本とウルグアイは、地理的に遠く離れていますが、自由、民主主義、人権、法の支配といった普遍的価値を共有する重要なパートナーです。本年は日本人ウルグアイ移住110周年の慶賀の年であり、両国の長年にわたる友好の歴史に根ざした協力関係を一層発展させたいと思います。（中略）今後も経済関係強化に向けた法的枠組み整備や日本企業のウルグアイ進出を支援することにより、両国の経済関係の発展を推進したいと思います。（中略）今後も、政治、経済、文化、国民交流などあらゆる分野で両国の関係を更に発展させるべく、バスケス大統領と共に手を携え尽力していきたいと思います。（中略）日本とウルグアイには長い歴史の積み重ねに基づく友好・協力関係があります。今回の訪問が弾みとなり、両国の間の様々な分野における往来が活発になり、両国関係が一層発展していくことを期待しています」と述べている。